# Dólar internacional
El dólar internacional, también llamado dólar Geary-Khamis, es una unidad monetaria hipotética que tiene el mismo poder adquisitivo que el dólar estadounidense tiene en los Estados Unidos en un momento dado en el tiempo. Esta unidad muestra cuánto vale una unidad de una moneda local dentro de las fronteras del país. Las conversiones a dólares internacionales se calculan utilizando la "paridad del poder adquisitivo" (PPA). La PPA es la cantidad de unidades monetarias locales que se necesitan para adquirir, dentro del país en cuestión, la misma cantidad de bienes que en Estados Unidos se comprarían con un dólar estadounidense. Los bienes deben ser iguales o al menos comparables.
El dólar internacional se usa principalmente para realizar comparaciones tanto entre diferentes países como a lo largo del tiempo. Por ejemplo, la comparación del producto bruto interno per cápita de varios países hecha en dólares internacionales, en vez de basándose simplemente en los tipos de cambio, provee de una medida con más validez para comparar estándares de vida.
El dólar internacional es calculado por el Banco Mundial. Nació en los años 1960 en la Universidad de Pensilvania como parte del Programa Internacional de Comparación, encargado por el antedicho Banco Mundial (inicialmente fue propuesto por Roy C. Geary en 1958 y desarrollado por Salem Hanna Khamis entre 1970 y 1972). El objetivo era estimar un ingreso per cápita que fuera comparable internacionalmente. Debido a tipos de cambio fijos o sólo parcialmente flexibles, además de los movimientos internacionales de capital, no es posible utilizar los tipos de cambio que resultan del mercado de divisas para estos fines comparativos.
El cálculo del dólar internacional es complicado y el resultado sólo puede interpretarse como una aproximación del valor verdadero. Las cifras expresadas en dólares internacionales no pueden ser convertidas a la moneda de otro país utilizando tipos de cambio de mercado; en vez de esto las cifras deben ser convertidas utilizando los tipos de cambio de acuerdo a la PPA usados en el estudio.

## Breve descripción del sistema Geary-Khamis
Este sistema está valorando la matriz de cantidades utilizando el vector de precios internacionales. El vector se obtiene promediando los precios nacionales en los países participantes después de su conversión en una moneda común con PPA y cantidades de pesaje. Las APP se obtienen promediando las cuotas de los precios nacionales e internacionales en los países participantes ponderadas por el gasto. Los precios internacionales y las APP están definidos por un sistema de ecuaciones lineales interrelacionadas que deben resolverse simultáneamente. El método GK produce PPA que son transitorios y gastos finales reales que son aditivos.

## Ajustes por la inflación
Al comparar entre países y entre años, las cifras internacionales en dólares pueden ajustarse para compensar la inflación. En ese caso, se elige el año base y todas las cifras se expresarán en dólares internacionales constantes para ese año base especificado. Los investigadores deben entender qué ajustes se reflejan en los datos:
- Ajustes de población (en cuyo caso, las cifras representan el dinero per cápita)

- Ajustes del tipo de cambio de moneda (en cuyo caso, las cifras se expresarán en una unidad monetaria (típicamente US$, International $, € £ o ¥)

- Ajustes de paridad de poder adquisitivo y/o precios promedio de los productos básicos (en cuyo caso, las cifras generalmente se expresan como dólares internacionales)

- Ajustes por inflación (en cuyo caso, las cifras se han ajustado, sobre la base de los cambios en un índice de inflación como el índice de precios al consumidor, para representar la moneda para un año «base», como 2000).

## Ventajas
El dólar internacional Geary-Khamis es ampliamente utilizado por inversores extranjeros e instituciones como el FMI, la FAO y el Banco Mundial. Se ha vuelto tan ampliamente utilizado porque ha hecho posible comparar los niveles de vida entre países. Gracias al dólar internacional pueden ver una situación económica más confiable en el país y decidir si otorgan préstamos adicionales (o cualquier otra inversión) a dicho país, o no. También ofrece una comparación de las paridades de poder adquisitivo en todo el mundo (los países en desarrollo tienden a tener PPA más altas). Algunos comerciantes incluso utilizan el método Geary-Khamis para determinar si la moneda del país está infravalorada o sobrevalorada. Los tipos de cambio se utilizan con frecuencia para comparar monedas, sin embargo, este enfoque no refleja el valor real de la moneda en dicho país. Es mejor incluir la PPA o los precios de los bienes en dicho país. El dólar internacional resuelve esto teniendo en cuenta los tipos de cambio, la PPA y los precios promedio de los productos básicos. El método Geary-Khamis es el mejor método para comparar los resultados agrícolas.

## Tipo de cambio por país
| Pos. | País                         | Dólar internacional en USD | comparación con salario mínimo | Comparación con salario medio |
| ---- | ---------------------------- | -------------------------- | ------------------------------ | ----------------------------- |
| —    | Bermudas                     | 1.37                       |                                |                               |
| —    | Islas Caimán                 | 1.17                       |                                | 2632.47                       |
| 1    | Suiza                        | 1.15                       | 3739.13                        | 7212.24                       |
| 2    | Noruega                      | 1.13                       | 3726.10                        | 2802.65                       |
| 3    | Islandia                     | 1.12                       | —                              | 1571.42                       |
| 4    | Barbados                     | 1.11                       | 810.81                         |                               |
| 5    | Israel                       | 1.03                       | 1600.58                        | 2376.69                       |
| 5    | Australia                    | 1.03                       | 3218.95                        | 3334.95                       |
| —    | Islas Turcas y Caicos        | 1.03                       |                                |                               |
| 6    | Dinamarca                    | 1                          | —                              | 5581.44                       |
| 6    | Estados Unidos               | 1                          | 1256.00                        | 5151.82                       |
| 6    | Micronesia                   | 1                          | —                              |                               |
| —    | América del Norte            | 0.99                       | —                              | 3895.06                       |
| 7    | Nueva Zelanda                | 0.96                       |                                | 2761.45                       |
| 8    | Luxemburgo                   | 0.95                       |                                | 4314.73                       |
| 8    | Finlandia                    | 0.95                       |                                | 2958.94                       |
| 8    | Suecia                       | 0.95                       |                                | 2926.31                       |
| 8    | Islas Marshall               | 0.95                       |                                |                               |
| 8    | Vanuatu                      | 0.95                       |                                |                               |
| 9    | Japón                        | 0.93                       |                                | 2876.34                       |
| 10   | Venezuela                    | 0.92                       | 1                              | 17.39                         |
| 11   | Puerto Rico                  | 0.91                       |                                |                               |
| 11   | Tuvalu                       | 0.91                       |                                |                               |
| 12   | Canadá                       | 0.90                       | 1111.11                        | 4150.6                        |
| 12   | Bahamas                      | 0.90                       |                                |                               |
| 13   | Irlanda                      | 0.89                       |                                | 3025.84                       |
| 14   | Países Bajos                 | 0.88                       |                                | 3327.27                       |
| 15   | Reino Unido                  | 0.87                       |                                | 2824.13                       |
| 16   | Bélgica                      | 0.85                       |                                |                               |
| 16   | Austria                      | 0.85                       |                                |                               |
| 16   | Islas Salomón                | 0.85                       |                                |                               |
| 17   | Alemania                     | 0.83                       |                                |                               |
| 18   | Francia                      | 0.82                       | 1855.15                        | 4497.30                       |
| 19   | Palaos                       | 0.81                       |                                |                               |
| —    | Sint Maarten                 | 0.81                       |                                |                               |
| 20   | San Marino                   | 0.80                       |                                |                               |
| 21   | Hong Kong                    | 0.78                       |                                |                               |
| 21   | Nauru                        | 0.78                       |                                |                               |
| 22   | Curacao                      | 0.77                       |                                |                               |
| —    | Unión Europea                | 0.75                       |                                |                               |
| 23   | Italia                       | 0.75                       |                                |                               |
| —    | Antigua y Barbuda            | 0.75                       |                                |                               |
| 23   | Aruba                        | 0.75                       |                                |                               |
| 23   | Sudán del Sur                | 0.75                       |                                |                               |
| 24   | Corea del Sur                | 0.74                       |                                |                               |
| 24   | Tonga                        | 0.74                       |                                |                               |
| 25   | Uruguay                      | 0.72                       |                                |                               |
| 25   | San Cristóbal y Nieves       | 0.72                       |                                |                               |
| 25   | Santa Lucía                  | 0.72                       |                                |                               |
| 26   | España                       | 0.70                       | 1500                           | 3975.76                       |
| 26   | Kiribati                     | 0.70                       |                                |                               |
| 27   | Chipre                       | 0.68                       |                                |                               |
| 28   | Asia Central                 | 0.67                       |                                |                               |
| 29   | Catar                        | 0.66                       |                                |                               |
| 29   | Belice                       | 0.66                       |                                |                               |
| —    | Mundo                        | 0.65                       |                                |                               |
| —    | Macao                        | 0.65                       |                                |                               |
| 30   | Dominica                     | 0.65                       |                                |                               |
| 31   | Singapur                     | 0.64                       | 4506.25                        | 5614.06                       |
| 31   | Malta                        | 0.64                       |                                |                               |
| 31   | Grecia                       | 0.64                       |                                |                               |
| 31   | Samoa                        | 0.64                       |                                |                               |
| 31   | Trinidad y Tobago            | 0.64                       |                                |                               |
| —    | Asia Oriental                | 0.63                       |                                |                               |
| 32   | Portugal                     | 0.63                       |                                |                               |
| 32   | Eslovenia                    | 0.63                       |                                |                               |
| 33   | Papúa Nueva Guinea           | 0.62                       |                                |                               |
| 34   | Emiratos Árabes Unidos       | 0.61                       |                                |                               |
| 34   | Kuwait                       | 0.61                       |                                |                               |
| 34   | Estonia                      | 0.61                       |                                |                               |
| 34   | China                        | 0.61                       | 539.59                         | 1413.11                       |
| 34   | Granada                      | 0.61                       |                                |                               |
| 35   | Costa Rica                   | 0.60                       |                                |                               |
| 35   | Chile                        | 0.60                       |                                |                               |
| 36   | Congo                        | 0.59                       |                                |                               |
| 36   | Yibuti                       | 0.59                       |                                |                               |
| —    | Microestados                 | 0.58                       |                                |                               |
| 37   | Eslovaquia                   | 0.57                       |                                |                               |
| 37   | Brasil                       | 0.57                       | 371.05                         |                               |
| 37   | San Vicente y las Granadinas | 0.57                       |                                |                               |
| 37   | Seychelles                   | 0.57                       |                                |                               |
| 38   | Letonia                      | 0.55                       |                                |                               |
| 38   | Jamaica                      | 0.55                       |                                |                               |
| 39   | Omán                         | 0.54                       |                                |                               |
| 39   | República Checa              | 0.54                       |                                |                               |
| —    | América Latina               | 0.53                       |                                |                               |
| 40   | Ecuador                      | 0.52                       | 769.23                         | 961.54                        |
| 40   | Perú                         | 0.52                       | 490.63                         | 698.60                        |
| 40   | Irak                         | 0.52                       |                                |                               |
| 40   | Maldivas                     | 0.52                       |                                |                               |
| 41   | Lituania                     | 0.51                       |                                |                               |
| 41   | Guatemala                    | 0.51                       |                                |                               |
| 41   | RD Congo                     | 0.51                       | 36.04                          | N/A                           |
| 42   | Baréin                       | 0.50                       |                                |                               |
| 42   | Croacia                      | 0.50                       |                                |                               |
| 42   | Líbano                       | 0.50                       |                                |                               |
| 42   | Gabón                        | 0.50                       |                                |                               |
| 43   | Zimbabue                     | 0.49                       |                                |                               |
| 43   | Namibia                      | 0.49                       |                                |                               |
| 43   | Libia                        | 0.49                       |                                |                               |
| 44   | Brunéi                       | 0.48                       |                                |                               |
| 44   | Hungría                      | 0.48                       |                                |                               |
| 44   | Panamá                       | 0.48                       |                                |                               |
| 44   | México                       | 0.48                       | 295.21                         | 578.12                        |
| 44   | Guyana                       | 0.48                       |                                |                               |
| 44   | Cabo Verde                   | 0.48                       |                                |                               |
| —    | Arabia                       | 0.47                       |                                |                               |
| —    | Europa Central               | 0.47                       |                                |                               |
| 45   | Arabia Saudita               | 0.47                       |                                |                               |
| 45   | República Centroafricana     | 0.47                       |                                |                               |
| 45   | Santo Tomé y Príncipe        | 0.47                       |                                |                               |
| 46   | Sudáfrica                    | 0.46                       |                                |                               |
| 46   | El Salvador                  | 0.46                       |                                |                               |
| 46   | Mauricio                     | 0.46                       |                                |                               |
| 46   | Turkmenistán                 | 0.46                       |                                |                               |
| 47   | Polonia                      | 0.45                       |                                |                               |
| 48   | Chad                         | 0.43                       |                                |                               |
| 48   | Níger                        | 0.43                       |                                |                               |
| 48   | Swasilandia                  | 0.43                       |                                |                               |
| 48   | Botsuana                     | 0.43                       |                                |                               |
| 48   | Comoras                      | 0.43                       |                                |                               |
| 48   | Irán                         | 0.43                       |                                |                               |
| 48   | Honduras                     | 0.43                       |                                |                               |
| 48   | República Dominicana         | 0.43                       |                                |                               |
| 48   | Argentina                    | 0.43                       |                                |                               |
| 48   | Fiji                         | 0.43                       |                                |                               |
| 49   | Jordania                     | 0.42                       |                                |                               |
| 49   | Guinea Ecuatorial            | 0.42                       |                                |                               |
| 49   | Nigeria                      | 0.42                       |                                |                               |
| 49   | Timor Oriental               | 0.42                       |                                |                               |
| 49   | Haití                        | 0.42                       |                                |                               |
| 49   | Costa de Marfil              | 0.42                       |                                |                               |
| 49   | Liberia                      | 0.42                       |                                |                               |
| —    | África Subsahariana          | 0.41                       |                                |                               |
| 50   | Marruecos                    | 0.41                       |                                |                               |
| 50   | Colombia                     | 0.41                       | 609.66                         | 739.02                        |
| 50   | Paraguay                     | 0.41                       |                                |                               |
| 50   | Senegal                      | 0.41                       |                                |                               |
| 50   | Togo                         | 0.41                       |                                |                               |
| 51   | Rusia                        | 0.40                       |                                |                               |
| 51   | Bulgaria                     | 0.40                       |                                |                               |
| 51   | Rumania                      | 0.40                       |                                |                               |
| 51   | Tailandia                    | 0.40                       |                                |                               |
| 51   | Tanzania                     | 0.40                       |                                |                               |
| 51   | Kenia                        | 0.40                       |                                |                               |
| 51   | Lesoto                       | 0.40                       |                                |                               |
| 51   | Eritrea                      | 0.40                       |                                |                               |
| 51   | Camerún                      | 0.40                       |                                |                               |
| 51   | Angola                       | 0.40                       |                                |                               |
| 52   | Malasia                      | 0.39                       |                                |                               |
| 52   | Bolivia                      | 0.39                       |                                |                               |
| 52   | Ghana                        | 0.39                       |                                |                               |
| 52   | Serbia                       | 0.39                       |                                |                               |
| 52   | Bosnia y Herzegovina         | 0.39                       |                                |                               |
| 53   | Montenegro                   | 0.38                       |                                |                               |
| 53   | Mozambique                   | 0.38                       |                                |                               |
| 54   | Filipinas                    | 0.37                       |                                |                               |
| 54   | Kosovo                       | 0.37                       |                                |                               |
| 54   | Surinam                      | 0.37                       |                                |                               |
| 54   | Bangladés                    | 0.37                       | 216.22                         | 765.03                        |
| 54   | Etiopía                      | 0.37                       |                                |                               |
| 54   | Albania                      | 0.37                       |                                |                               |
| 54   | Malawi                       | 0.37                       |                                |                               |
| 55   | Kazajistán                   | 0.36                       |                                |                               |
| 55   | Camboya                      | 0.36                       |                                |                               |
| 55   | Malí                         | 0.36                       |                                |                               |
| 55   | Guinea                       | 0.36                       |                                |                               |
| 55   | Benín                        | 0.36                       |                                |                               |
| 55   | Zambia                       | 0.36                       |                                |                               |
| 56   | Ruanda                       | 0.35                       |                                |                               |
| 56   | Uganda                       | 0.35                       |                                |                               |
| 56   | Burkina Faso                 | 0.35                       |                                |                               |
| 57   | Macedonia                    | 0.34                       |                                |                               |
| 57   | Indonesia                    | 0.34                       |                                |                               |
| 57   | Nicaragua                    | 0.34                       |                                |                               |
| 57   | Mongolia                     | 0.34                       |                                |                               |
| 57   | Guinea Bissau                | 0.34                       |                                |                               |
| 57   | Gambia                       | 0.34                       |                                |                               |
| 58   | Bielorrusia                  | 0.33                       |                                |                               |
| 58   | Moldavia                     | 0.33                       |                                |                               |
| 58   | Argelia                      | 0.33                       |                                |                               |
| 58   | Burundi                      | 0.33                       |                                |                               |
| 59   | Turquía                      | 0.32                       |                                |                               |
| 59   | Vietnam                      | 0.32                       |                                |                               |
| 59   | Azerbaiyán                   | 0.32                       |                                |                               |
| 59   | Armenia                      | 0.32                       |                                |                               |
| 60   | Laos                         | 0.31                       |                                |                               |
| 60   | Mauritania                   | 0.31                       |                                |                               |
| —    | Asia del Sur                 | 0.30                       |                                |                               |
| 61   | Georgia                      | 0.30                       |                                |                               |
| 61   | India                        | 0.30                       | 151.77                         | 1487.16                       |
| 61   | Nepal                        | 0.30                       |                                |                               |
| 61   | Túnez                        | 0.30                       |                                |                               |
| 61   | Madagascar                   | 0.30                       |                                |                               |
| 62   | Sierra Leona                 | 0.29                       |                                |                               |
| 62   | Sri Lanka                    | 0.28                       |                                |                               |
| 63   | Ucrania                      | 0.27                       |                                |                               |
| 63   | Bhután                       | 0.27                       |                                |                               |
| 64   | Pakistán                     | 0.26                       | 513.62                         | 851.81                        |
| 64   | Birmania                     | 0.26                       |                                |                               |
| 65   | Egipto                       | 0.25                       |                                |                               |
| 65   | Tayikistán                   | 0.25                       |                                |                               |
| 66   | Afganistán                   | 0.24                       | 296.67                         | 1047.67                       |
| 66   | Uzbekistán                   | 0.24                       |                                |                               |
| 66   | Kirguistán                   | 0.24                       |                                |                               |
| 67   | Yemen                        | 0.21                       |                                |                               |
| 68   | Sudán                        | 0.11                       | 10.09                          | 910.45                        |
| —    | Gibraltar                    | N/A                        | N/A                            | N/A                           |
| —    | Guam                         | N/A                        | N/A                            | N/A                           |
| —    | Liechtenstein                | N/A                        | N/A                            | N/A                           |
| —    | Mónaco                       | N/A                        | N/A                            | N/A                           |
| —    | Groenlandia                  | N/A                        | N/A                            | N/A                           |
| —    | Cuba                         | N/A                        | N/A                            | N/A                           |
| —    | Corea del Norte              | N/A                        | N/A                            | N/A                           |
| —    | Isla de Man                  | N/A                        | N/A                            | N/A                           |
| —    | Nueva Caledonia              | N/A                        | N/A                            | N/A                           |
| —    | Islas Feroe                  | N/A                        | N/A                            | N/A                           |
| —    | Samoa Americana              | N/A                        | N/A                            | N/A                           |
| —    | Islas Vírgenes               | N/A                        | N/A                            | N/A                           |
| —    | Islas Vírgenes Británicas    | N/A                        | N/A                            | N/A                           |
| —    | Islas Marianas               | N/A                        | N/A                            | N/A                           |
| —    | Polinesia Francesa           | N/A                        | N/A                            | N/A                           |
| —    | Siria                        | N/A                        | N/A                            | N/A                           |
| —    | Somalia                      | N/A                        | N/A                            | N/A                           |